# حيران (الحيمة الداخلية)

تعديل مصدري - تعديل

حيران هي إحدى قرى عزلة بني الحذيفي بمديرية الحيمة الداخلية التابعة لمحافظة صنعاء، بلغ تعداد سكانها 800 نسمة حسب تعداد اليمن لعام 2004.